# Anisodes discofera
Anisodes discofera là một loài bướm đêm trong họ Geometridae.